# Güntzelstraße (metrostation)
Güntzelstraße is een station van de metro van Berlijn, gelegen onder de Bundesallee, tussen de kruising met de Güntzelstraße en met de Trautenaustraße, in het Berlijnse stadsdeel Wilmersdorf. Het metrostation werd geopend op 29 januari 1971 en ligt aan lijn U9. De Güntzelstraße is genoemd naar Bernhard Güntzel, die van 1887 tot zijn dood in 1892 burgemeester van Wilmersdorf was.
In augustus 1961, twee weken na de bouw van de Muur, vervoerde lijn G, de huidige U9, de eerste reizigers tussen de stations Leopoldplatz en Spichernstraße. Reeds een jaar later begonnen de werkzaamheden aan de eerste zuidelijke verlenging van de lijn, via de Bundesallee naar Friedenau en Steglitz, die na een bouwtijd van negen jaar in gebruik zou komen. De metrobouw in West-Berlijn kende in deze periode dankzij de vele subsidies van de bondsregering een ware bloei. Op 29 januari 1971 kreeg niet alleen lijn 9 er vijf stations, waaronder Güntzelstraße, bij, maar werd ook lijn 7 naar het westen verlengd. Beide lijnen ontmoetten elkaar onder de Berliner Straße.
Alle elf nieuwe stations werden ontworpen door Rainer Rümmler, indertijd huisarchitect van de Berlijnse metro. Station Güntzelstraße, gebouwd tussen 1963 en 1966, kreeg een eenvoudige inrichting: een vlak dak, ondersteund door vierkante pilaren, en een eilandperron met aan beide uiteinden uitgangen die via een tussenverdieping naar de Bundesallee leiden. De wanden werden bekleed met oranje tegels, de pilaren kregen een blauwgroene betegeling. Afgezien van dit kleurcontrast bezit het metrostation geen decoratieve elementen.
Het station is momenteel alleen via trappen en roltrappen te bereiken, maar uiteindelijk moeten alle Berlijnse metrostations van een lift voorzien zijn. Station Güntzelstraße heeft hierbij echter geen hoge prioriteit; volgens het tijdschema van de Berlijnse Senaat zal de inbouw van een lift pas na 2010 plaatsvinden.